# Nomascus annamensis
Nomascus annamensis  (лат.) — вид приматов из семейства гиббоновых. Видовое название дано в честь Аннамских гор, находящихся на границе Вьетнама, Лаоса и Камбоджи. Ранее считался подвидом желтощёкого номаскуса (Nomascus gabriellae), однако по результатам анализа митохондриальной ДНК был выделен в отдельный вид.

## Описание
Внешне представители вида похожи на желтощёких номаскусов (N. gabriellae). Взрослые самцы и подростки чёрные, на солнце с серебристым отливом. Грудь с коричневым оттенком. На голове хохолок. Пятна на щеках золотисто-оранжевые, что отличает их от самцов родственных видов Nomascus leucogenys и Nomascus siki, которые имеют белые пятна на щеках. Эти пятна доходят до уровня середины ушей и соединяются под подбородком. Взрослые самки не отличаются от самок N. gabriellae. На макушке чёрное пятно, размер, расцветка и позиция которого различны у разных особей. Согласно исследованиям митохондриальной ДНК, ближайшим родственником является N. gabriellae.

## Распространение
Встречаются в дождевых тропических лесах Вьетнама, Камбоджи и Лаоса.

## Статус популяции
Как и желтощёкие номаскусы, эти животные крайне редки. Считается, что их популяция не превышает 200 особей. По состоянию на 2014 год Международный союз охраны природы не присвоил охранный статус этому виду. Основные угрозы популяции - разрушение среды обитания, охота и нелегальная торговля экзотическими животными.